# 紫荆关
紫荆关是中國长城上其中一座关隘。它是长城上一座著名的关城，位于居庸关和倒马关之间，号称“内三关”。

## 地理位置
紫荆关位于河北省易县县城西北45公里的紫荆岭上，关城东为万仞山，城西有犀牛山，与盘石口相接；城北为拒马河；城南是黄土岭。紫荆关城就建在这依坡傍水、两山相夹的盆地之内。

## 历史

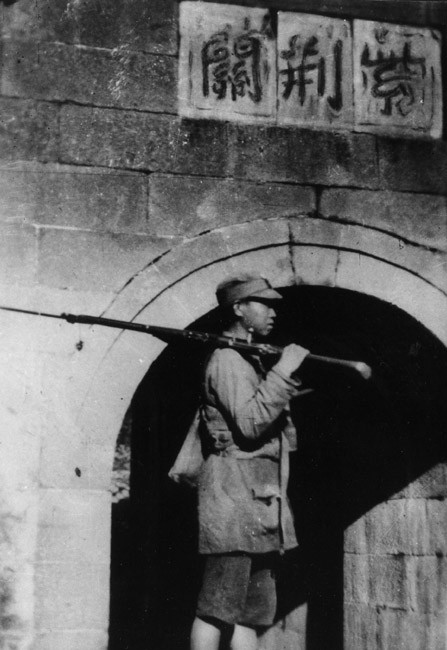
1937年八路军收复长城要隘紫荆关。沙飞摄。

紫荆关始建于春秋战国时代，历史上有“上谷关”（秦汉），“五阮关”（东汉），又有“蒲阴径”、“子庄关”之称，属“太行八陉”之第七陉。辽宋时改称“金坡关”，后因岭上紫荆盛开，最终得名紫荆关。因其地势险要，自古以来都是华北平原的重要门户之一，数兵家必争之地。有古人描述为证：“南阻盘道之峻，北负拒马之渊，近似浮图为门户，远以宣大为藩篱。一关雄距于中，群险疵于外，规模壮丽，屹然为畿辅保障。”
历史上紫荆关曾发生的战争达140多次，其中最为著名的是金贞祐元年（1213年）成吉思汗攻居庸关不克，分兵紫荆关击败金兵，又从内夹攻居庸关得手。明正统十四年（1449年）土木之变后，蒙古瓦剌部攻破紫荆关进逼北京。

## 建筑体制
紫荆关汉朝时为土石夯筑，后历经各代扩建，修葺，到明洪武初年，则改用石条作基础，以砖砌面封顶，并用石灰碎石灌注。自明成祖迁都北平（北京）后又经历代维护和扩建形成较完整的城防体系。《畿辅通志》称：“控扼西山之险，为燕京上游路，通宣府、大同。山谷崎岖，易于戍守。”有“一夫当关，万夫莫开”之险。

## 主要布局
从内地通向紫荆关的第一道关门，门额上嵌石匾一方，横书“紫荆关”三字。关门内是通向关城的十八盘。盘道顶端是南天门，经南天门至奇峰岭山顶。门券上嵌着“畿辅第一雄关”的石匾，进了南天门是二重门，再内是三重门，又称南门。北门有瓮城，南天门西侧，有从内城通向黄土岭的关门一座。紫荆关主城分东西两部分东城设文武衙门，西城为屯兵之所。拒马河北岸有小新城，与主城之西城隔河相望，有铁索相连，为关城的前哨。紫荆关的关墙总长18160.5米，共有城门9座、水门4座、战台19处。